# Huntress (banda)
Huntress or (The Huntress) era una banda estadounidense de heavy metal rock fundada durante la escena musical underground de California por la vocalista Jill Janus y miembros de la agrupación Professor en 2009. Huntress firmó un contrato discográfico con Napalm Records en noviembre de 2011, un año después de publicar su EP debut Off with Her Head. El 27 de diciembre de 2011 publicaron su primer sencillo, "Eight of Swords", para promocionar su álbum de estudio debut Spell Eater.
En octubre de 2015, Janus anunció la ruptura de la banda, afirmando que continuaría grabando música en otros proyectos. Sin embargo, el guitarrista Blake Meahl afirmó que la salud mental de la vocalista había sido la razón de su salida y que la banda continuaría sin ella. Luego, esto fue desmentido por la misma Jill. El 14 de agosto de 2018, Jill Janus se suicidó, agobiada por su problemas personales y de salud.

## Músicos

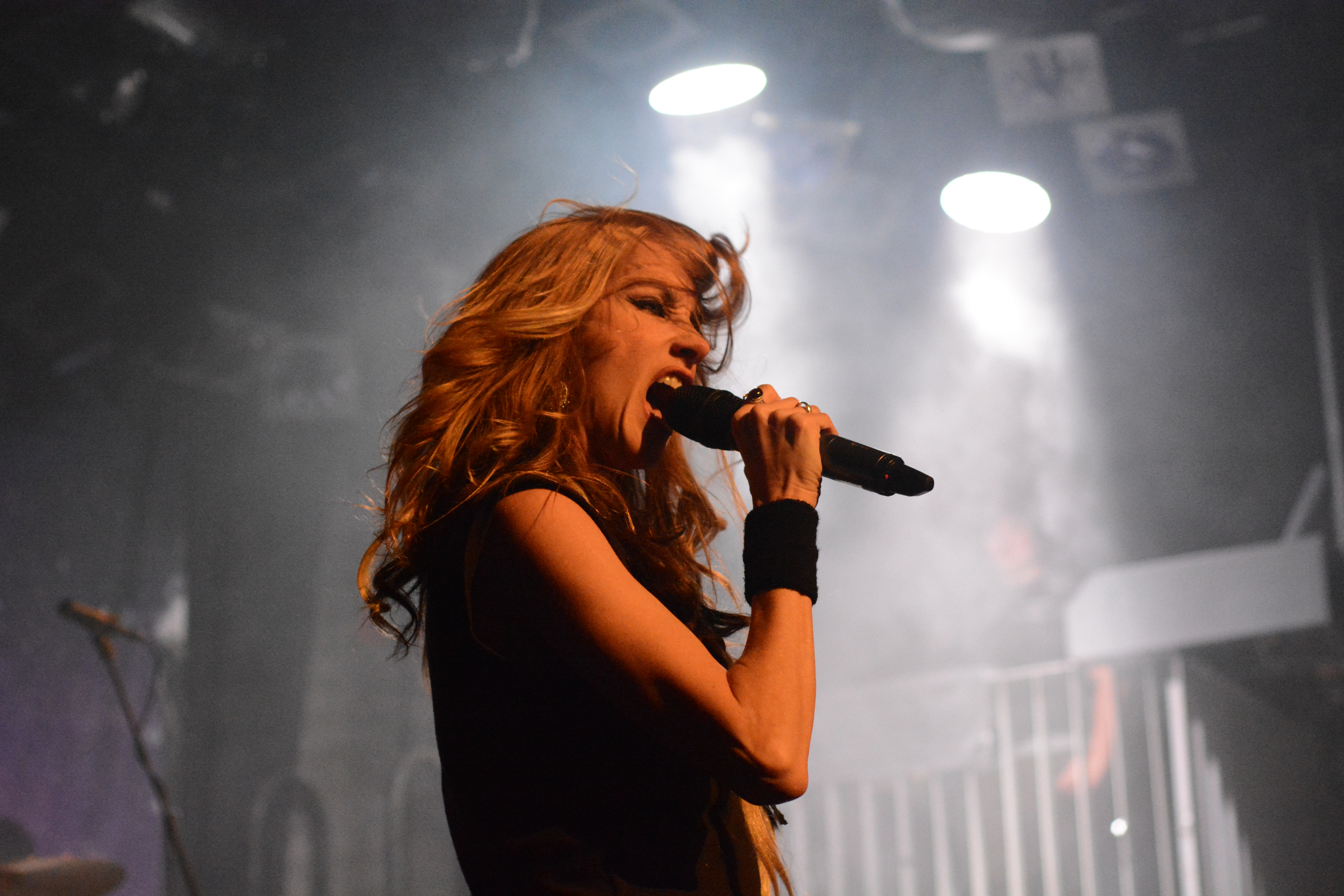
Jill Janus con Huntress en 2014

### Actuales
- Blake Meahl – guitarra, coros (2009–presente)
- Eli Santana – guitarra, coros (2014–presente)
- Tyler Meahl – batería (2014–presente)
- Eric Harris – bajo (2010–2012, 2016–presente)

### Anteriores
- Jill Janus – voz (2009–2015)
- Ian Alden – bajo (2012–2015), guitarra (2009–2012)
- Greg Imhoff – bajo (2009–2010)
- Sean Ford – batería (2009–2010)
- Carl Wierzbicky – batería (2010–2014)
- Anthony Crocamo – guitarra (2012–2013)
- Spencer Jacob Grau – bajo (2015–2016)

## Discografía
Álbumes de estudio
| Título          | Detalles                                                                                           | Posición en listas | Ventas            |
| Título          | Detalles                                                                                           | EE. UU. Heat       | Ventas            |
| --------------- | -------------------------------------------------------------------------------------------------- | ------------------ | ----------------- |
| Spell Eater     | - Lanzamiento: 27 de abril de 2012 - Sello: Napalm Records - Formatos: CD, LP, digital             | —                  | - EE. UU.: 1,050+ |
| Starbound Beast | - Lanzamiento: 2 de julio de 2013 - Sello: Napalm Records - Formatos: CD, LP, digital              | 12                 | - EE. UU.: 3,280+ |
| Static          | - Lanzamiento: 25 de septiembre de 2015 - Discográfica: Napalm Records - Formatos: CD, LP, digital | 18                 | - EE. UU.: 1,225+ |

EP
| Título            | Detalles                                                                            |
| ----------------- | ----------------------------------------------------------------------------------- |
| Off with Her Head | - Lanzamiento: 30 de marzo de 2010 - Sello: Independiente - Formato: Digital        |
| Eight of Swords   | - Lanzamiento: 27 de diciembre de 2011 - Discográfica: Napalm Records - Formato: LP |

Vídeos
| Año  | Título            | Director   | Álbum           | Ref.   |
| ---- | ----------------- | ---------- | --------------- | ------ |
| 2011 | "Eight of Swords" | Simon Chan | Eight of Swords | [ 15 ] |
| 2012 | "Spell Eater"     | Simon Chan | Spell Eater     | [ 16 ] |
| 2013 | "Zenith"          | Phil Mucci | Starbound Beast | [ 17 ] |
| 2015 | "Sorrow"          |            | Static          | [ 18 ] |